# Schronisko w Łączkach Drugie
Schronisko w Łączkach Drugie – schronisko w dolnej części Doliny Będkowskiej na Wyżynie Olkuskiej będącej częścią Wyżyny Krakowsko-Częstochowskiej. Administracyjnie znajduje się w Łączkach Kobylańskich, we wsi Kobylany, w gminie Zabierzów, w powiecie krakowskim, w województwie małopolskim.

## Opis obiektu
Znajduje się w orograficznie lewych zboczach Doliny Będkowskiej, u podnóży skały Babka na wzniesieniu Żarnowa. Jego niewielki otwór jest widoczny z drogi łączącej Łączki Kobylańskie z Brzezinką z okolic wiaty u podnóża Żarnowej. Znajduje się 7 m powyżej dużego i znajdującego się u podnóża tej skały otworu Schroniska na Łączkach Pierwszego i dojście do niego jest dość trudne. Otwór schroniska znajduje się nad wąskim okapikiem pod szczytem skały.
Schronisko w Łączkach Drugie jest dużo mniejsze od Pierwszego. Ma postać nyży o szerokości i długości 2 m i wysokości do 2,5 m. Powstało w silnie potrzaskanych późnojurajskich wapieniach skalistych. Ma zwietrzałe, nierówne ściany, z których odpada ostrokrawędzisty gruz. Jest suche i w całości oświetlone rozproszonym światłem słonecznym. Nacieków brak. Dno zalega gruz wapienny i cienka warstwa próchnicy. W jego otworze rosną rośliny wyższe, a na ścianach rozwijają się glony, mchy, porosty.
Schronisko znane było od dawna. Po raz pierwszy opisał go Kazimierz Kowalski w 1951 r. Aktualną dokumentację sporządził Andrzej Górny we wrześniu 2009 r. Plan opracował M. Pruc.

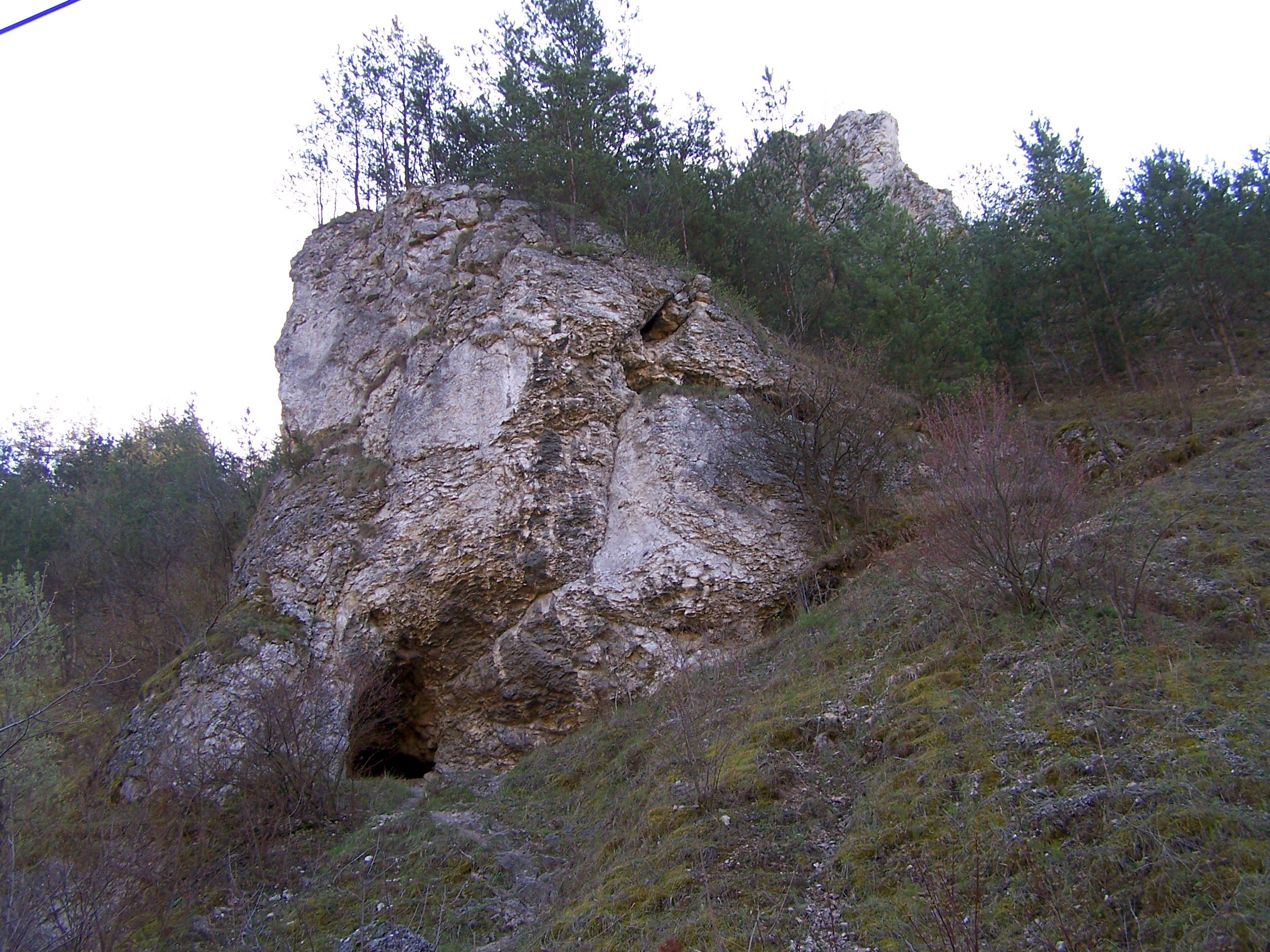
Otwór schroniska w Łączkach I u podstawy skały i II (pod jej szczytem)
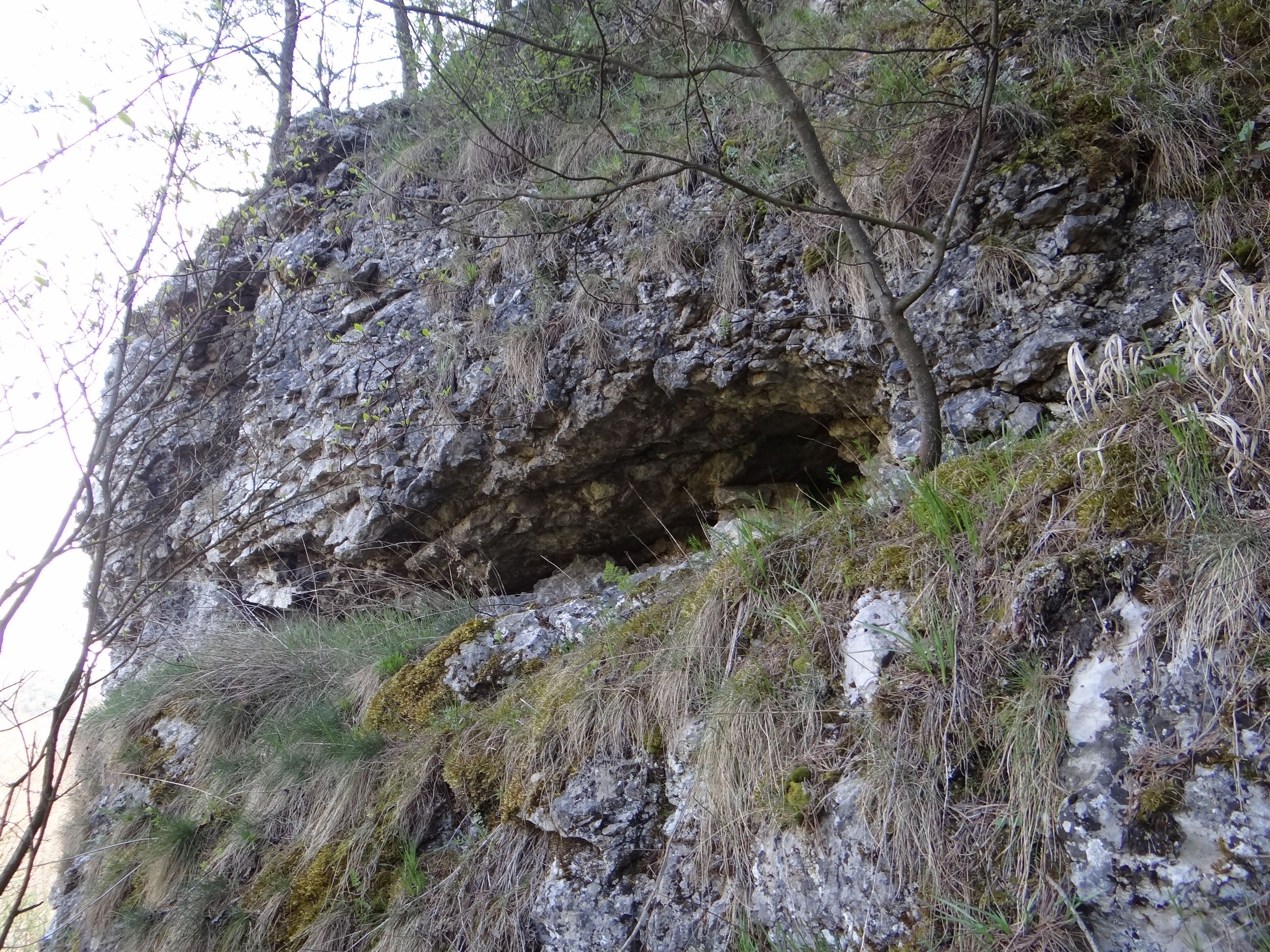
Otwór
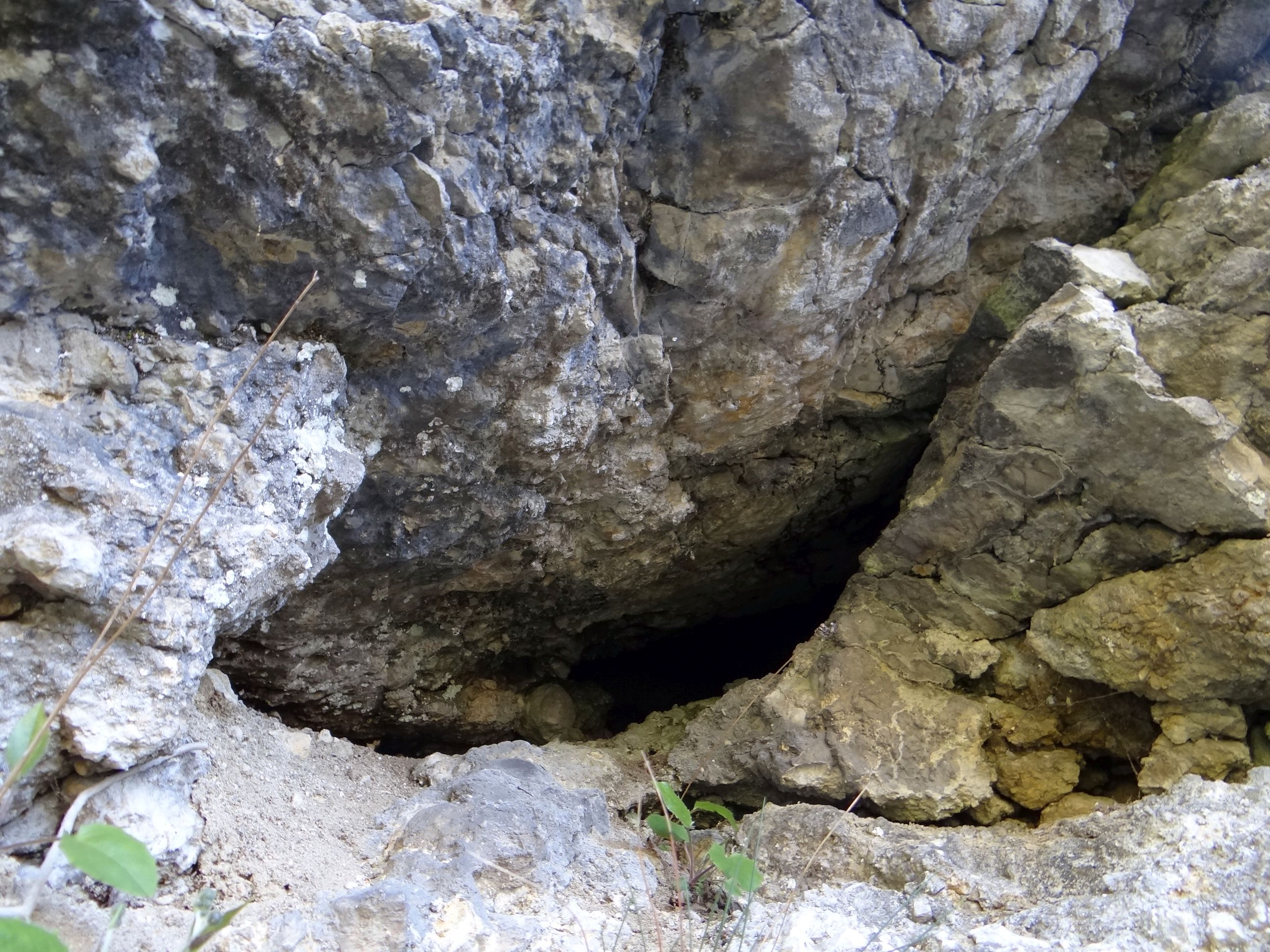
Otwór

Na wzniesieniu Żarnowa znajduje się jeszcze Schronisko w Łączkach Trzecie. Znajduje się również w skale Babka powyżej drewnianej wiaty przy drodze z Brzezinki do Łączek Kobylańskich. \